# Josef Steiner (Politiker, 1926)
Josef Steiner (* 3. September 1926 in Altenmarkt im Pongau; † 24. Juli 1990 ebenda) war ein österreichischer Politiker (ÖVP) und Landwirt. Er war von 1963 bis 1982 Abgeordneter zum österreichischen Nationalrat. 
Steiner besuchte die Volksschule und absolvierte von 1942 bis 1943 die landwirtschaftliche Fachschule Winklhof in Oberalm. Er diente zwischen 1943 und 1945 im Reichsarbeitsdienst bzw. im Kriegsdienst und war zudem während der Herrschaft der Nationalsozialisten fünf Monate aus politischen Gründen im Polizeigefängnis und erhielt ein Jahr Kerker wegen Hochverrats. Nach dem Ende des Krieges besuchte Steiner die Landwirtschaftliche Fachschule Rotholz und führte zwischen 1952 und 1957 einen Pachtbetrieb. Danach übernahm er 1957 die elterliche Landwirtschaft in Eisenhof (Gemeinde Altenmarkt im Pongau). Ihm wurde 1978 der Berufstitel Ökonomierat verliehen. 
Steiner engagierte sich im Bauernbund, war Ortsbauernobmann und hatte zwischen 1965 und 1985 die Funktion es Landesobmann-Stellvertreters des Salzburger Bauernbundes inne. 1959 wurde Steiner in den Gemeinderat von Altenmarkt gewählt, zwischen 1964 und 1989 war er Vizebürgermeister der Gemeinde. Zudem engagierte sich Steiner ab 1962 als Kammerrat und ab 1965 als Vorstandsmitglied der Kammer für Land- und Forstwirtschaft in Salzburg und war zwischen 1967 und 1987 stellvertretender Landesjägermeister von Salzburg. Steiner vertrat die ÖVP zwischen dem 3. April 1963 und dem 15. April 1982 im Nationalrat.

## Auszeichnungen
- Großes Goldenes Ehrenzeichen für Verdienste um die Republik Österreich (1981)